# Noteriades capensis
Noteriades capensis är en biart som först beskrevs av Heinrich Friese 1922.  Noteriades capensis ingår i släktet Noteriades och familjen buksamlarbin. Inga underarter finns listade i Catalogue of Life.